# 翻领

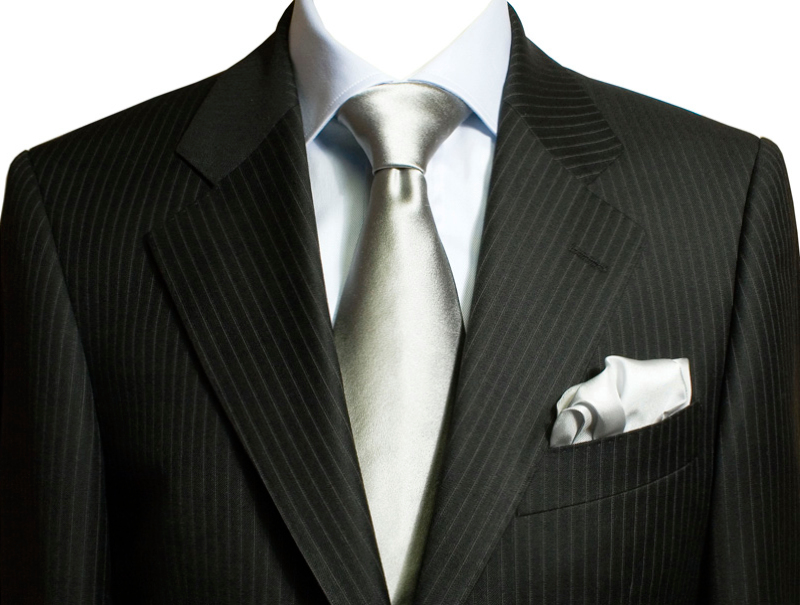
西装翻领

翻领又稱西裝領型， 是衣领的一种样式。它由两片向外翻出的布料组成。人們一般在西装外套、夹克上可以看到翻領。翻领還可以分為好幾種樣式。翻领起源于18世紀末至维多利亚时代。

翻领

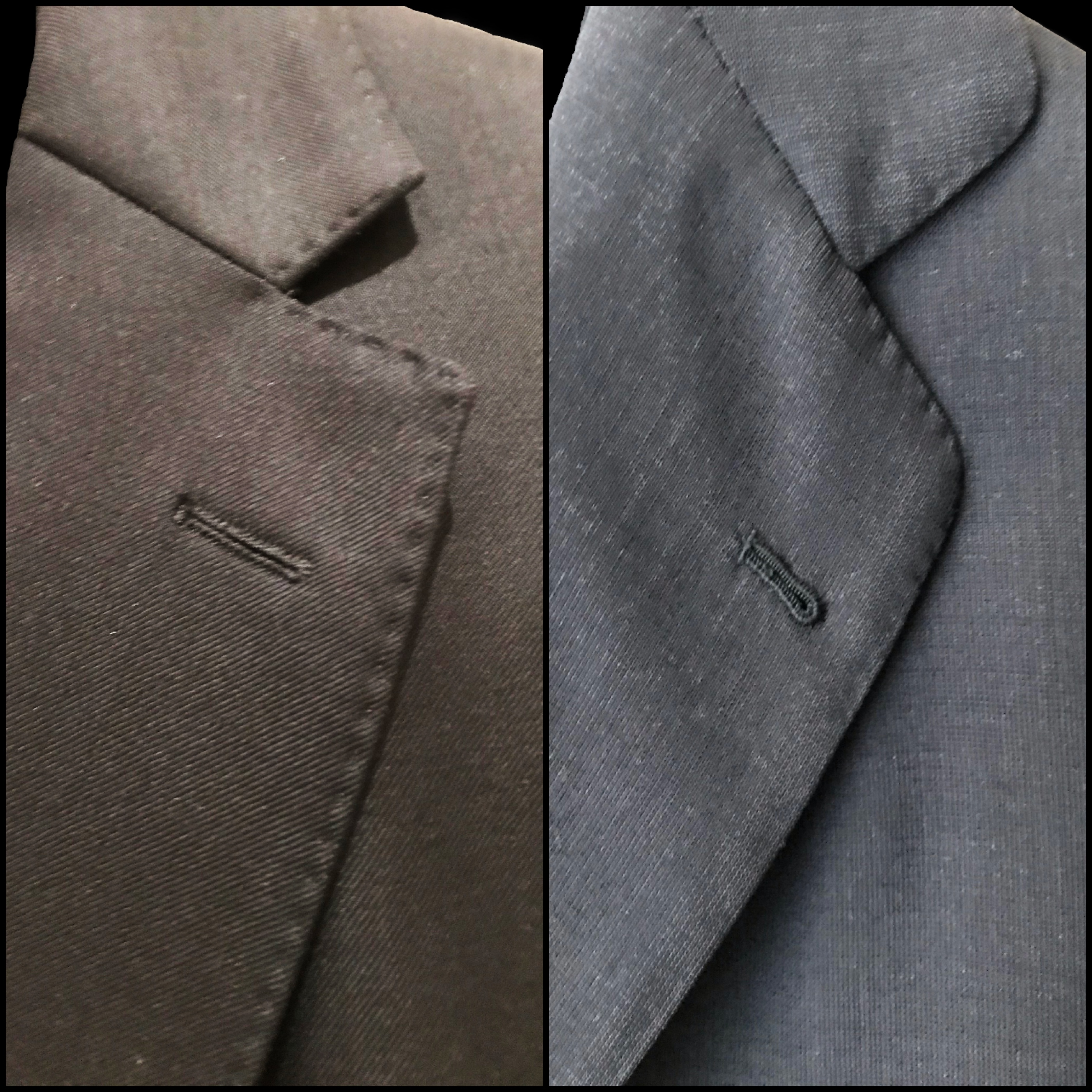
翻领